# Clotardo Dendi
Clotardo Raúl Dendi (Asunción, Paraguay; 26 de mayo de 1906 - Montevideo, Uruguay) fue un exfutbolista y exentrenador paraguayo nacionalizado uruguayo. Jugaba de delantero y su primer club fue Montevideo Wanderers y el último Atlanta, mientras como entrenador solo ha dirigido a Club Sportivo Miramar.

## Biografía y carrera
Nacido en Paraguay, se radicó con su familia en Montevideo, Uruguay cuando era muy pequeño. Al radicarse en esa ciudad, obtuvo la nacionalidad uruguaya. Comenzó su carrera en 1920 jugando para Montevideo Wanderers. Jugó hasta el año 1931. En ese año se fue a la Argentina, en donde se pasó a San Lorenzo de Almagro. Luego en ese mismo año se pasó a Gimnasia de La Plata. En 1932 se pasó a CA Lanús. Jugó para el club hasta el año 1933. En ese año se pasó a River Plate, en donde estuvo hasta 1934. En 1935 se pasó a Atlanta, en donde se retiró.

## Vida personal
La mayor parte de su vida estuvo radicado en Montevideo, Uruguay con su familia.

## Su nacionalidad
A pesar de haber nacido en Paraguay, se fue a vivir con sus padres a Uruguay y se nacionalizó uruguayo.

## Clubes
| Club                   | País      | Año            |
| ---------------------- | --------- | -------------- |
| Montevideo Wanderers   | Uruguay   | 1920-28 y 1930 |
| Paulistano             | Brasil    | 1929           |
| San Lorenzo de Almagro | Argentina | 1931           |
| Gimnasia de La Plata   | Argentina | 1931           |
| Lanús                  | Argentina | 1932-1933      |
| River Plate            | Argentina | 1933-1934      |
| Atlanta                | Argentina | 1935           |